# Diochlistus neogracilis
Diochlistus neogracilis är en tvåvingeart som beskrevs av Hardy 1949. Diochlistus neogracilis ingår i släktet Diochlistus och familjen Mydidae. Inga underarter finns listade i Catalogue of Life.